# پائولو بنتو
پائولو بنتو (به پرتغالی: Paulo Bento) بازیکن سابق و سرمربی کنونی فوتبال اهل پرتغال است.

## دوران بازیکنی
او در زمانی که به عنوان بازیکن وارد زمین فوتبال می‌شد، در پست هافبک دفاعی بازی می‌کرد. بنتو سابقهٔ بازی در باشگاه‌های اورینتال، بنفیکا، اویدو و اسپورتینگ را در کارنامهٔ خود دارد.
وی همچنین در بین سال‌های ۱۹۹۲ تا ۲۰۰۲ در تیم ملی پرتغال حضور داشته و مجموعاً ۳۵ بار با پیراهن ملی وارد میدان مسابقه شده است. وی به عنوان بازیکن تیم ملی، حضور در یورو ۲۰۰۰ و جام جهانی ۲۰۰۲ را نیز تجربه کرد.

## دوران مربیگری
پائولو بنتو پس از پایان دورهٔ بازی، به مربیگری روی آورد و در سال ۲۰۰۴ به مدت یک سال در تیم جوانان اسپورتینگ خدمت کرد و پس از آن به عنوان سرمربی تیم بزرگسالان این تیم انتخاب شد.
بنتو پس از کسب تجربه و نتایج مناسب با تیم اسپورتینگ، در سپتامبر سال ۲۰۱۰ از سوی فدراسیون فوتبال پرتغال به عنوان سرمربی تیم ملی این کشور انتخاب و جایگزین کارلوس کی‌روش شد.
او ۸ سال بعد از خداحافظی از تیم ملی به عنوان بازیکن، هدایت تیم کشورش را به عنوان سرمربی عهده‌دار شده است.
وی به عنوان سرمربی تیم ملی پرتغال در مسابقات یورو ۲۰۱۲ حضور داشت، که تیم او در نیمه‌نهایی این مسابقات در ضربات پنالتی مغلوب تیم اسپانیا شد و از صعود به فینال بازماند. تیم او در جام جهانی ۲۰۱۴ نتوانست از مرحلهٔ گروهی به دور بعدی مسابقات صعود کند. وی در سپتامبر ۲۰۱۴ از مربیگری در تیم ملی پرتغال کناره‌گیری کرد. او از سال ۲۰۱۸ تا سال ۲۰۲۲ هدایت تیم ملی فوتبال کره جنوبی را بر عهده داشت اما پس از شکست سنگین ۴ بر ۱ در برابر برزیل و در مرحله یک هشتم پایانی جام جهانی ۲۰۲۲ از سمتش استعفا داد.

## افتخارات
بازیکن
- استرلا آمادورا:
  - جام حذفی پرتغال: ۹۰–۱۹۸۹
- بنفیکا:
  - جام حذفی پرتغال: ۹۶–۱۹۹۵
- اسپورتینگ:
  - لیگ برتر پرتغال: ۰۲–۲۰۰۱
  - جام حذفی پرتغال: ۰۲–۲۰۰۱
  - سوپر جام پرتغال: ۲۰۰۲

مربی
- اسپورتینگ:
  - جام حذفی پرتغال: ۰۷-٬۲۰۰۶ ۰۸–۲۰۰۷
  - سوپر جام پرتغال: ٬۲۰۰۷ ۲۰۰۸
  - جام لیگ پرتغال: ۰۸–۲۰۰۷ نایب قهرمان، ۰۹–۲۰۰۸

فردی
- مربی موفق سی‌ان‌آی‌دی: ۰۶–۲۰۰۵